# Жаугаш Кырбасулы
Жаугаш Кырбасулы (1733 — 1782) — казахский военачальник у хана Абылая, посол.

## Биография
Жаугаш Кырбасулы родился в 1733 году на территории нынешнего Карасайского района Алматинской области. Отец Жаугаша, Кырбас, в первой половине 18 века участвовал в сражениях с джунгарами.
В 15 лет Жаугаш Кырбасулы стал воином Абылай-султана. За усердную службу в 1751—1753 гг. вошёл в число доверенных лиц хана. В 1754—1756 гг. стал военачальником особых войск.
В возрасте 21 года (1754 г.) Жаугаш участвовал в Казахско-джунгарской войне. В 1755 г. Абылай-султан напутствовал его на самостоятельные действия и Жаугаш отправился в Алатау, где, договорившись с киргизскими правителями, объединился с их отрядами и освободил земли, находящиеся по Коргаты и Чу, между реками Мерке и Кемин, от Алатау до Балхаша от ойратов, разбив их на реке Или.
Жаугаш Кырбасулы умер в 1782 году в Меркенском районе Жамбылской области похоронен в Туркестане, рядом с Абылай-ханом.